# Temps imparti
Temps imparti est une œuvre du sculpteur Jean-Bernard Métais, né au Mans. Ce sablier géant, tout d'abord installé, pour un temps imparti, au Jardin des plantes du Muséum national d'histoire naturelle à Paris, a trouvé sa place, en juin 2009, au cœur d'un bassin du jardin du musée de Tessé au Mans.

## Un projet d'art éphémère
Jean-Bernard Métais a travaillé à la réalisation d'une œuvre éphémère pour le compte du Muséum d'histoire naturelle de Paris. Cette œuvre a été conçue pour accompagner le visiteur entre l'éclipse solaire de 1999 et celle de 2001.
Dans le projet Temps imparti - Éclipses 1999-2001, l’artiste montre un tas de sable de sept mètres de diamètre, parfaitement conique et centré sur une dalle en béton située à 2,80 mètres de hauteur. Cette dalle, percée de 145 trous, reprend la forme en positif des espaces évidés, situés devant et derrière le sablier. La structure porteuse est entièrement vitrée sur les quatre parois latérales. Le plafond est un miroir qui réfléchit le cône de sable situé sur la dalle supérieure. Il montre dans cette pièce les deux éléments créatifs : négatif et positif, qui forment une seule et même œuvre née de la contrainte de l'écoulement des granulats.
Le sablier géant installé au Jardin des plantes a respecté sa vocation à Paris. De nombreux admirateurs ont demandé que ce cube de verre aux quarante tonnes de sable reste définitivement au centre des allées de ce jardin du Ve arrondissement de Paris, mais en juin 2001, l'artiste lance les derniers écoulements de sable fin qui auront lieu jusqu'à l'éclipse solaire d'octobre 2001. Ce sablier peu commun est alors démonté. En effet, « Cette œuvre était prévue pour durer deux ans et demi. Elle a fait partie des événements de l'année 2000 à Paris. Elle avait commencé à exister avec l'éclipse solaire d'août 1999. Et en octobre, elle aura fait son temps ».
L'expérience de l'exposition de ce sablier géant à Paris a donné lieu à la parution d'un livre en 2002 : Temps imparti de Jean-Bernard Métais, aux éditions Baudoin Lebon.

## Une œuvre culturelle du Mans
En juin 2009, le sablier géant, immense cube de métal et de verre tout en transparence, a trouvé sa place au cœur du bassin du Jardin de Tessé, au Mans, sur un dallage qui semble flotter à la surface de l'eau. C'est une seconde vie pour Temps imparti - Éclipse qui devient une œuvre installée sans durée au Mans, qui a réussi à l'acquérir à l'issue de l'exposition à Paris, alors même qu'elle était en lice avec d'autres grandes villes européennes.
Les quarante tonnes de sable s'écoulent d'une hauteur de trois mètres par l'intermédiaire de cent soixante ouvertures actionnées indépendamment par ordinateur. Ce sable, blanc et extrêmement fin, est remonté tous les six mois, au moment des solstices.
Cette œuvre de Jean-Bernard Métais est devenue une œuvre du patrimoine culturel de la ville du Mans.